# Anostirus castaneus
Taupin des bruyères
Espèce
Anostirus castaneus, nommée Taupin des bruyères en français, est une espèce de la famille des Elateridae.

## Description
L'espèce Anostirus castaneus est un Insecte qui, à l'état adulte, possède un corps segmenté en trois parties avec une tête, un thorax et un abdomen. Elle mesure entre 7 à 14 mm et 10 à 12 mm et a une forme allongée, linéaire et peu convexe.
Les appendices externes (antennes, pattes), la tête et le scutellum sont de couleur noire,. La robe du pronotum (thorax) est de couleur brune et/ou noirâtre et est couverte par des setæ jaunes. La pubescence est visible et longue sur le thorax tandis qu'elle est peu visible et courte sur l'abdomen.
Les élytres (abdomen) sont de couleur brun clair à jaune, sauf pour l'apex (pointe des élytres) qui forme une tâche noirâtre.
La dysmorphie sexuelle s'exprime à travers des variations au niveau des antennes, caractérisées par des différences de longueur et de forme entre les individus mâles et femelles. Les antennes de la femelle possèdent une forme triangulaire dite « dentelée » ou « dentée » à partir du troisième article (antennomère) et sont plus courtes que celles des mâles. En revanche, les antennes du mâle présentent une structure en « peigne » et s'arrêtent au niveau du pronotum, se distinguant ainsi par leur aspect pectiné.
La larve est de couleur jaune, de forme cylindrique et filiforme, avec une tête et le dernier segment plus colorés.

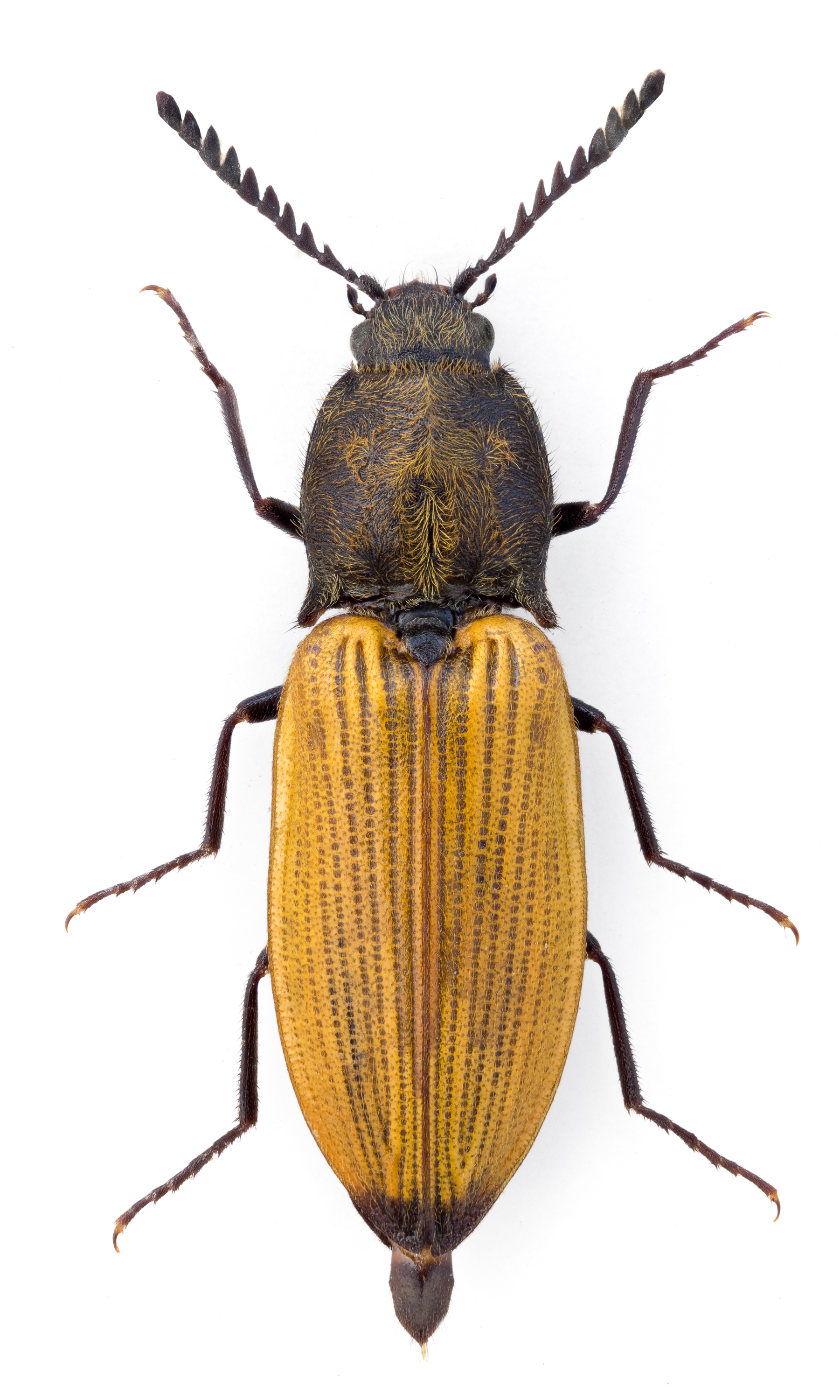
Adulte femelle
Antennes dentelées
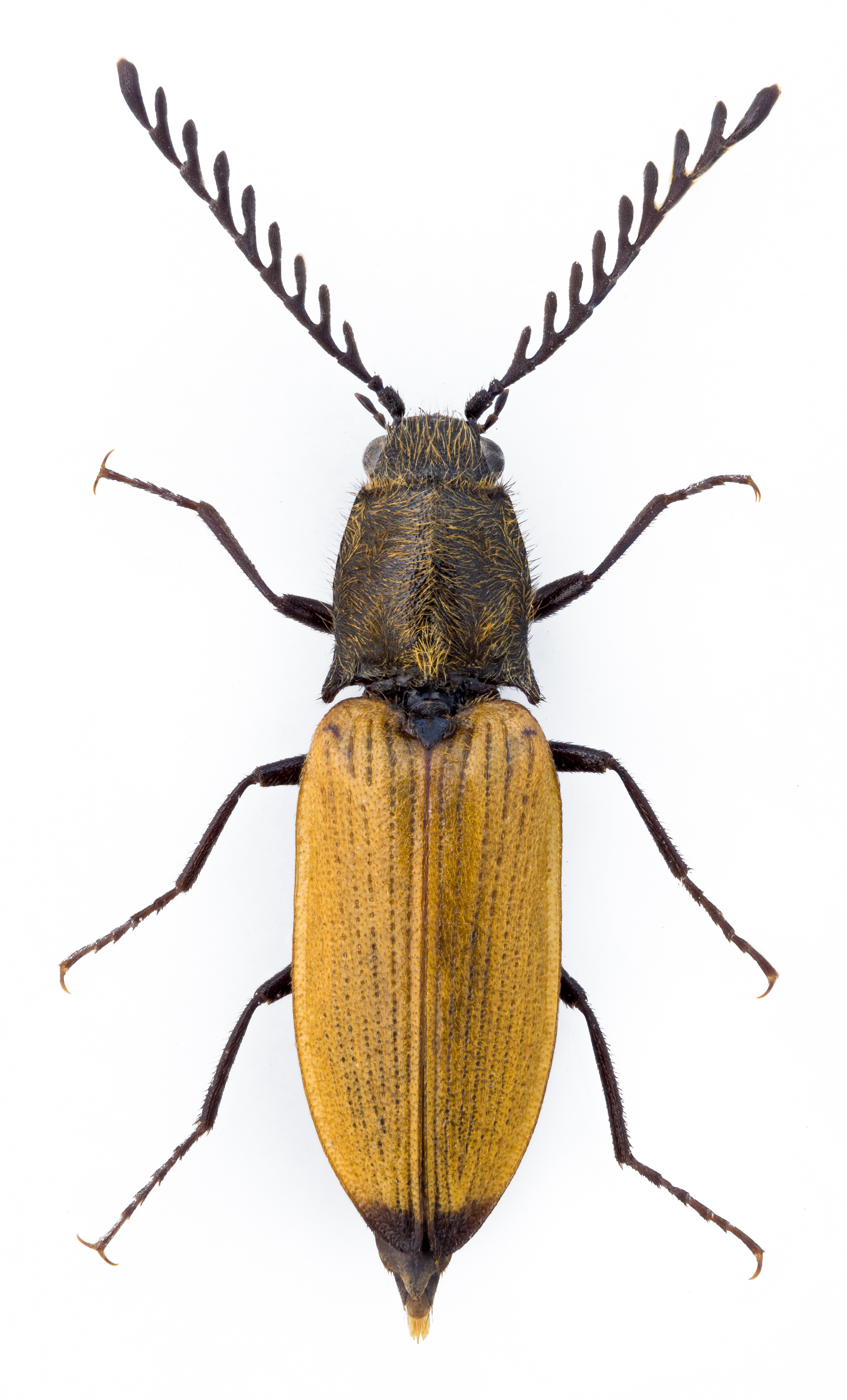
Adulte mâle
Antennes en peigne

## Répartition, habitat et mode de vie
L'espèce est terrestre et habite l'écozone paléarctique, uniquement en Europe et Asie, dans les zones ouvertes et les sols sablonneux.
Elle se nourrit des sucs des plantes, elle est ainsi dite phytophage. Les larves peuvent être observées au sol où elles pourraient manger les racines, tandis que les adultes se rencontrent sur les fleurs qu'ils consomment, dont « Calluna spp., Erica spp., Betula spp., Salix spp. ».
Les populations diminuent, y compris dans des régions où elle était autrefois abondante au cours du XXe siècle. De plus, son aire de répartition s'est réduite, avec une diminution du nombre d'habitats disponibles et des distances plus importantes entre les populations. Un exemple concret de cette tendance est donné par Patrice Bouchard : l'île de Wight de nos jours en contraste avec la période passée où elle était présente de manière plus étendue sur l'ensemble du Royaume-Uni.

## Systématique et dénomination
Le nom valide complet (avec auteur) de ce taxon est Anostirus castaneus (Linnaeus, 1758).
L'espèce a été initialement classée dans le genre Elater sous le protonyme Elater castaneus Linnaeus, 1758.
Anostirus castaneus a pour synonymes :
- Corymbites castaneus (Linnaeus, 1758)
- Elater castaneus Linnaeus, 1758
- Ludius castaneus (Linnaeus, 1758)

En français, l'espèce est nommée « Taupin des bruyères » et « Taupin à corselet velouté », et en anglais « Chestnut Coloured Click Beetle ».